# Grignetta
La Grignetta, ou Grigna méridionale, est une montagne qui s’élève à 2 177 m d’altitude dans la chaîne des Grigne, en Italie.